# Egyéni rövid program szinkronúszás a 2011-es úszó-világbajnokságon
A 2011-es úszó-világbajnokságon a szinkronúszáson belül az egyéni rövid programot július 17-én rendezték meg. Reggel a selejtezőket és este a döntőt.

## Érmesek
| Arany                          | Ezüst                | Bronz                          |
| Oroszország · Natalja Iscsenko | Kína · Huang Xuechen | Spanyolország · Andrea Fuentes |

## Eredmény
| Helyezés  | Versenyzők                 | Nemzetiség | Selejtező | Selejtező | Döntő     | Döntő    |
| Helyezés  | Versenyzők                 | Nemzetiség | Pont      | helyezés  | Pont      | Helyezés |
| --------- | -------------------------- | ---------- | --------- | --------- | --------- | -------- |
| Aranyérem | Natalja Iscsenko           | RUS        | 97.900    | 1         | 98.300    | 1        |
| Ezüstérem | Huang Xuechen              | CHN        | 95.500    | 2         | 96.500    | 2        |
| Bronzérem | Andrea Fuentes             | ESP        | 94.600    | 3         | 95.300    | 3        |
| 4         | Marie-Pier Boudreau Gagnon | CAN        | 93.600    | 4         | 94.500    | 4        |
| 5         | Yumi Adachi                | JPN        | 91.900    | 5         | 92.600    | 5        |
| 6         | Lolita Ananasova           | UKR        | 89.600    | 6         | 90.700    | 6        |
| 7         | Despoina Solomou           | GRE        | 89.200    | 7         | 89.400    | 7        |
| 8         | Jenna Randall              | GBR        | 89.100    | 8         | 89.000    | 8        |
| 9         | Linda Cerruti              | ITA        | 88.400    | 9         | 88.300    | 9        |
| 10        | Anastasia Gloushkov        | ISR        | 87.700    | 10        | 87.500    | 10       |
| 11        | Mary Killman               | USA        | 87.700    | 10        | 87.100    | 11       |
| 12        | Wang Ok-Gyong              | PRK        | 87.300    | 12        | 86.600    | 12       |
| 16.5      | H09.5                      |            |           |           | 00:55.635 | O        |
| 13        | Anna Kulkina               | KAZ        | 83.400    | 13        |           |          |
| 14        | Park Hyun-Ha               | KOR        | 83.300    | 14        |           |          |
| 15        | Giovana Stephan            | BRA        | 82.900    | 15        |           |          |
| 16        | Nadine Brandl              | AUT        | 82.500    | 16        |           |          |
| 17        | Czékus Eszter              | HUN        | 78.400    | 17        |           |          |
| 17        | Etel Sanchez               | ARG        | 78.400    | 17        |           |          |
| 19        | Kalina Yordanova           | BUL        | 77.000    | 19        |           |          |
| 20        | Anastasiya Ruzmetova       | UZB        | 76.100    | 20        |           |          |
| 21        | Kristina Krajcovicova      | SVK        | 75.700    | 21        |           |          |
| 22        | Asly Alegria               | COL        | 75.600    | 22        |           |          |
| 23        | Greisy Gomez               | VEN        | 74.700    | 23        |           |          |
| 23        | Katrina Ann                | MAS        | 74.700    | 23        |           |          |
| 25        | Elena Tini                 | SMR        | 74.500    | 25        |           |          |
| 26        | Jomana Mohamed Khaled      | EGY        | 73.400    | 26        |           |          |
| 27        | Tuğçe Tanış                | TUR        | 73.000    | 27        |           |          |
| 28        | Violeta Mitinian           | CRC        | 69.300    | 28        |           |          |
| 29        | Kirstin Anderson           | NZL        | 68.800    | 29        |           |          |
| 30        | Nantaya Polsen             | THA        | 67.900    | 30        |           |          |
| 31        | Barbara Luna               | CUB        | 67.500    | 31        |           |          |
| 32        | Adela Amanda Nirmala       | INA        | 66.000    | 32        |           |          |
| 33        | Laura Strugnell            | RSA        | 61.800    | 33        |           |          |